# Dziobowal zwartopyski
Dziobowal zwartopyski, wal Blainville’a (Mesoplodon densirostris) – gatunek ssaka morskiego z rodziny zyfiowatych (Ziphiidae).

## Taksonomia
Gatunek po raz pierwszy zgodnie z zasadami nazewnictwa binominalnego opisał w 1817 roku francuski zoolog Henri Marie Ducrotay de Blainville nadając mu nazwę Delphinus densirostris. Nie wiadomo skąd pochodził Holotyp. Okazem typowym było dystalne 23 centymetry rostrum zdeponowane w Muzeum Historii Naturalnej w Paryżu.
Autorzy Illustrated Checklist of the Mammals of the World uznają ten gatunek za monotypowy. 

### Etymologia
- Mesoplodon: gr. μεσος mesos „środkowy”; oπλα opla „uzbrojenie”; οδους odous, οδοντος odontos „ząb”[13].
- densirostris: łac. densus „gruby”; -rostris „-dzioby”, od rostrum „dziób”[14].

## Zasięg występowania
Dziobowal zwartopyski jest szeroko rozpowszechniony w wodach tropikalnych i subtropikalnych na całym świecie. Okazjonalne wyrzucenia na brzeg w wodach umiarkowanych mogą być zabłąkanymi osobnikami.

## Morfologia
Długość ciała 425–475 cm; niepotwierdzona masa ciała około 800 kg.

## Ekologia
Zazwyczaj przebywa w grupach zawierających 3-7 osobników. Podczas polowania może wytrzymać 20-45 minut pod wodą bez oddechu.

## Status zagrożenia
W Czerwonej księdze gatunków zagrożonych Międzynarodowej Unii Ochrony Przyrody i Jej Zasobów został zaliczony do kategorii LC (ang. least concern „najmniejszej troski”).